# Temporada da NFL de 1966
A Temporada de 1966 da NFL foi a 47ª temporada regular da National Football League, e a primeira em que o Super Bowl foi disputado, embora ainda chamado de AFL-NFL World Championship Game, partida esta, disputada entre a equipe vencedora da NFL e da AFL. 
Na National Football League, o Dallas Cowboys, recém fundado em 1960, classificou-se em primeiro lugar na Eastern Conference, bem como o Green Bay Packers, que, pelo segundo ano consecutivo venceu a Western Conference. Ambas as equipes disputaram o NFL Championship Game no dia 1 de Janeiro de 1967, no Cotton Bowl em Dallas, Texas. A partida terminou 34 a 27 para o Green Bay Packers, consagrando-os, campeões da NFL.
Por sua vez, na American Football League (AFL), o Kansas City Chiefs bateu o Buffalo Bills, levando o título da AFL. Ambas as equipes se enfrentaram no Super Bowl I, na época chamado de AFL-NFL World Championship Game, em 15 de Janeiro de 1967 no Los Angeles Memorial Coliseum e terminou com a vitória do Green Bay Packers por 35 a 10.

## Acordo de fusão NFL e AFL
Antes do anúncio de fusão entre as duas ligas profissionais de futebol americano concorrentes, uma série de reuniões secretas sobre uma possível fusão foram realizadas na primavera entre o proprietário do Kansas City Chiefs, franquia da AFL, Lamar Hunt; e o presidente e general manager do Dallas Cowboys Tex Schramm. Pete Rozelle, comissário da NFL, anunciou a fusão no dia 8 de Junho de 1966, sob o pressuposto de que ambas as ligas combinar-se-iam a formação de uma liga expandia com 24 equipes, a ser aumentada para 26 em 1968 e 28 em 1970. Além disso, todas as franquias existentes seriam mantidas e nenhuma seria transferida para fora de suas áreas metropolitanas.
Enquanto mantinham programações separadas até 1969, as ligas concordaram em disputar uma partida anualmente, conhecida como AFL-NFL World Championship Game, começando em janeiro de 1967, além de realizar um draft combinado, também em 1967. Os jogos de pré-temporada seriam realizados entre as equipes de cada liga a partir do próximo ano. E a partida oficial de temporada regular da nova liga formada na fusão começaria em 1970. Pete Rozelle foi nomeado comissário liga expandida.

## Acontecimentos
Em 1 de Fevereiro de 1966, Buddy Young se tornou o primeiro afro-americano a trabalhar no escritório da NFL quando o comissário Pete Rozelle o nomeou diretor de relações com jogadores. Além disso, alguns dias depois, em 14 de Fevereiro, os direitos de transmissão da NFL Championship Game, de 1966 e 1967, foram adquiridos pela CBS por US$ 2 Milhões, cada. No dia 16 de Maio, a NFL padronizou os postes de field gol, que seriam pintados de amarelo brilhante e com colunas de 6 metros acima da barra transversal.
A cidade de Nova Orleães foi premiada com uma franquia da NFL a partir da próxima temporada de 1967, no dia 1 de novembro. E, John Mecom, Jr., foi designado acionista majoritário e presidente da franquia em 15 de dezembro. A NFL foi replanejada para as próximas temporadas entre 1967 a 69, ambas as conferências seriam partidas em duas divisões, cada. Na Eastern Conference, seria a Capitol e Century Division, já na Western, Central e Coastal Divisions.
Ademais, os direitos de transmissões dos quatro primeiros Super Bowls, foi vendido tanto a CBS quanto NBC por US$9.5 Milhões.

## Atlanta Falcons
Em 1966, seria inaugurado pela cidade de Atlanta, um estádio de 52,007 pessoas por US$18 Milhões, o Atlanta Stadium, administrado pela Atlanta Stadium Authority (ASA), uma autoridade de controle do estádio. Um ano antes, após o St. Louis Cardinals deixar claro que não deixaria a cidade onde estava estabelecido, o comissário da AFL, Joe Foss, anunciou a mídia que seria dada uma nova franquia à cidade a Cox Broadcasting, e estabeleceu um valor de US$ 7.5 Milhões para uma franquia se estabelecer em Altanta - na época, o recorde de preço a uma franquia em ambas as ligas.
No dia 8 de Junho de 1965, representantes da Cox Broadcasting se reuniram com a ASA quanto a um aluguel do Atlanta Stadium, porém, eles saíram sem um contrato assinado, mas na expectativa de o acordo estava fechado. Enquanto isso, Pete Rozelle, comissário da NFL viajou até Atlanta, no dia 7 de Junho, sabendo dos interesses da AFL na cidade. Rozelle afirmou o desejo da NFL de ter uma franquia em Atlanta em 1966, ao invés de 1967. Arthur Montgomery, presidente da ASA, deixou claro que quanto tomasse a decisão, seria a apenas uma equipe.
Motivado a ter uma nova franquia em Atlanta, Rozelle contratou Lou Harris, proprietário da empresa Louis Harris and Associates Polling Group, responsável em medir opiniões públicas, principalmente em relação à questões políticas e candidatos. Por conta disso, a intenção ao contratar Harris, era a condução de uma pesquisa na cidade. Realiza em três dias, foram feitas uma séries de perguntas, mas também se os cidadãos prefeririam uma franquia da NFL ou da AFL. Após uma margem de 5 para 1 a favor da NFL, Rozelle levou o resultado até Arthur Montomery, que tomou a decisão final ao prefeito de Atlanta, Ivan Allen.
Em 30 de Junho de 1965 a NFL cedeu à nova franquia em Atlanta, Geórgia Rankin Smith por US$ 9 Milhões. Houve um concurso quanto ao nome que seria dado a franquia, haviam algumas opções, como: Rebels, Firebirds, Thrashers, Knights, Fireballs, Bombers, Thunderbirds, Falcons e Lancers. Após uma votação foi escolhido que a equipe seria conhecida como Atlanta Falcons.
A disputa entre as duas ligas a uma franquia em Atlanta, fez com que esta fosse adicionada à liga um ano antes e, com a adição de mais um time à NFL, foi necessária, matematicamente, a adoção de uma partida de "folga" ou bye week para uma equipe por semana em 1966. 

## Draft
O Draft para aquela temporada foi realizado no dia 27 de Novembro 1965, no Summit Hotel, em Nova Iorque. Após a criação do Atlanta Falcons foi entregue a eles a primeira escolha, e o selecionado foi o linebacker, Tommy Nobis da Universidade do Texas.

## Classificação Final
Assim ficou a classificação final da National Football League em 1966:
P = Nº de Partidas, V = Vitórias, D = Derrotas, E = Empates, PCT = Porcentagem de vitória, DIV = Recorde de partidas da própria divisão, PF = Pontos a favor, PA = Pontos contra
| NFL Eastern Conference |    |    |   |      |        |     |     |
| Time                   | V  | D  | E | PCT  | DIV    | PF  | PC  |
| Dallas Cowboys         | 10 | 3  | 1 | .769 | 9–3–1  | 445 | 239 |
| Philadelphia Eagles    | 9  | 5  | 0 | .643 | 8–5    | 326 | 340 |
| Cleveland Browns       | 9  | 5  | 0 | .643 | 9–4    | 403 | 259 |
| St. Louis Cardinals    | 8  | 5  | 1 | .615 | 7–5–1  | 264 | 265 |
| Washington Redskins    | 7  | 7  | 0 | .500 | 7–6    | 351 | 355 |
| Pittsburgh Steelers    | 5  | 8  | 1 | .385 | 4–8–1  | 316 | 347 |
| Atlanta Falcons        | 3  | 11 | 0 | .214 | 2–5    | 204 | 437 |
| New York Giants        | 1  | 12 | 1 | .077 | 1–11–1 | 263 | 501 |

| NFL Western Conference |    |   |   |      |       |     |     |
| Time                   | V  | D | E | PCT  | DIV   | PF  | PC  |
| Green Bay Packers      | 12 | 2 | 0 | .857 | 10–2  | 335 | 163 |
| Baltimore Colts        | 9  | 5 | 0 | .643 | 7–5   | 314 | 226 |
| Los Angeles Rams       | 8  | 6 | 0 | .571 | 6–6   | 289 | 212 |
| San Francisco 49ers    | 6  | 6 | 2 | .500 | 5–5–2 | 320 | 325 |
| Chicago Bears          | 5  | 7 | 2 | .417 | 4–6–2 | 234 | 272 |
| Detroit Lions          | 4  | 9 | 1 | .308 | 3–8–1 | 206 | 317 |
| Minnesota Vikings      | 4  | 9 | 1 | .308 | 4–7–1 | 292 | 304 |

## Playoffs

### Championship Game (Jogo do Título)
O encontro de Dallas Cowboys e Green Bay Packers, no Championship Game marcou um encontro de Tom Landry e Vince Lombardi, ambos atuaram como coordenadores ofensivo e defensivo alguns anos antes, do New York Giants, e agora se enfrentaram na final como treinadores principais de Dallas e Green Bay, respectivamente. 
A partida foi disputada no Cotton Bowl em Dallas, Texas no dia 1 de Janeiro de 1967 e terminou 34 a 27 para Green Bay Packers, classificado a inédita AFL-NFL World Championship Game.

### Playoff Bowl
A sexta edição da disputa de terceiro lugar da NFL - Playoff Bowl - ocorreu no Orange Bowl em Miami, Flórida entre as equipes classificadas em segundo lugar em cada conferência: Philadelphia Eagles e Baltimore Colts. O grande vencedor foi, pelo segundo ano consecutivo o Colts, por 20 a 14 .

### AFL-NFL World Championship Game
O primeiro confronto entre os campões da NFL - Green Bay Packers - e AFL - Kansas City Chiefs - disputado no Los Angeles Memorial Coliseum no dia 15 de Janeiro de 1967, terminou com a vitória de Green Bay por 35 a 10.

## Líderes em estatísticas da Liga
| Estatística                                  | Nome            | Equipe              | Total |
| -------------------------------------------- | --------------- | ------------------- | ----- |
| Passando                                     |                 |                     |       |
| Jardas de Passe                              | Sonny Jurgensen | Washigton Redskins  | 3209  |
| Passes para TD                               | Frank Ryan      | Cleveland Browns    | 29    |
| % de Passes Completos                        | Bart Starr      | Green Bay Packers   | .622  |
| Correndo                                     |                 |                     |       |
| Jardas Corridas                              | Gale Sayers     | Chicago Bears       | 1231  |
| Corridas para TD                             | Leroy Kelly     | Cleveland Browns    | 15    |
| Recebendo                                    |                 |                     |       |
| Jardas Recebidas                             | Pat Studstill   | Detroit Lions       | 1266  |
| Nº de Recepções                              | Charley Taylor  | Washigton Redskins  | 72    |
| Recepções para TD                            | Bob Hayes       | Dallas Cowboys      | 13    |
| Defesa                                       |                 |                     |       |
| Interceptações                               | Larry Wilson    | St. Louis Cardinals | 10    |
| Times Especiais                              |                 |                     |       |
| Média de Punt                                | David Lee       | Baltimore Colts     | 45.6  |
| Números coletados do Pro Football Reference. |                 |                     |       |

## Prêmios

### Jogador Mais Valioso
| Prêmio                       | Premiado   | Posição | Franquia          | Ref    |
| ---------------------------- | ---------- | ------- | ----------------- | ------ |
| AP NFL Jogador Mais Valioso  | Bart Starr | QB      | Green Bay Packers | [ 17 ] |
| UPI NFL Jogador Mais Valioso | Bart Starr | QB      | Green Bay Packers | [ 18 ] |
| NEA NFL Jogador Mais Valioso | Bart Starr | QB      | Green Bay Packers | [ 19 ] |
| Jim Thorpe Trophy            | Bart Starr | QB      | Green Bay Packers | [ 20 ] |

### Treinador do Ano
| Prêmio                  | Premiado   | Franquia       | Ref    |
| ----------------------- | ---------- | -------------- | ------ |
| AP NFL Treinador do Ano | Tom Landry | Dallas Cowboys | [ 21 ] |

### Calouro do Ano
| Prêmio                | Premiado      | Posição | Franquia            | Ref    |
| --------------------- | ------------- | ------- | ------------------- | ------ |
| AP NFL Calouro do Ano | Johnny Roland | RB      | St. Louis Cardinals | [ 22 ] |

## Troca de Treinadores
- Atlanta Falcons: Norb Hecker se tornou o primeiro treinador principal da equipe.[23]
- Los Angeles Rams: Harland Svare foi substituído por George Allen.[24]
- St. Louis Cardinals: Wally Lemm foi substituído por Charley Winner.[25]
- Pittsburgh Steelers: Mike Nixon foi substituído por Bill Austin.[26]
- Washington Redskins: Bill McPeak foi substituído por Otto Graham.[27]

## Estádios
- A recém formada franquia, Atlanta Falcons começou a jogar no Atlanta Stadium.[28]
- O St. Louis Cardinals inaugurou o, na época conhecido, Civic Center Busch Memorial Stadium, substituindo o antigo Busch Stadium (Sportsman's Park).[29]

## Biografia
- NFL Record and Fact Book (ISBN 1-932994-36-X)
- NFL History 1931–1940 (Last accessed December 4, 2005)
- Total Football: The Official Encyclopedia of the National Football League (ISBN 0-06-270174-6)